# Георг Гродек
Георг Гродек (на немски: Georg Groddeck) е германски психоаналитик и лекар, считан за един от пионерите на психосоматиката.

## Биография
Роден е на 13 октомври 1866 година в Бад Кьозен, Германия. След приключване на гимназиалното си образование, Гродек заминава за Берлин, където следва медицина. Около 1913 г. Гродек, който работи като лекуващ лекар в Баден-Баден, се запознава с трудовете на Фройд. Още през 1917 г. публикува малка книжка със заглавие „Психическа обусловеност и психоаналитично лечение на органични страдания“.
Гродек постига големи успехи като лекар в санаториума Мариенхьое. На своите най-често хронично болни пациенти той предлага комбинация от масаж, физиотерапия и психоанализа, на която те (често вече изоставени от други лекари) реагират изключително добре.
Към края на 1920 г. Гродек обявява, че започва работа върху творба, която трябва разбираемо и спокойно да изложи неговите възгледи. Стилът ѝ е изпълнен с „мистика и фантазия“. Фройд обаче го окуражава и скоро във Виена излиза „Писма за То“ на Гродек. През 1923 е издадена „Книга за То“; излиза и Фройдовият трактат „Аз и То“, в който се признава заимстването на заглавието от Гродек, но също се подчертава, че Ницше е бащата на тази идея.
Умира на 11 юни 1934 година в Кнонау, Швейцария.